# Ariphrades setula
Ariphrades setula är en fjärilsart som beskrevs av Druce 1891. Ariphrades setula ingår i släktet Ariphrades och familjen nattflyn. Inga underarter finns listade i Catalogue of Life.